# Tournoi de tennis de Stratton Mountain
Le tournoi de Stratton Mountain (Vermont, États-Unis) est un tournoi de tennis professionnel masculin du circuit (ATP) qui a été organisé de 1985 à 1989. 
Il succédait au tournoi de North Conway et a été remplacé au calendrier 1990 par le tournoi de New Haven.

## Palmarès messieurs

### Simple
| No | Date       | Nom et lieu du tournoi                 | Catégorie | Dotation  | Surface    | Vainqueur    | Finaliste     | Score          |  |
| -- | ---------- | -------------------------------------- | --------- | --------- | ---------- | ------------ | ------------- | -------------- |  |
| 1  | 05-08-1985 | Volvo International, Stratton Mountain |           | 250 000 $ | Dur (ext.) | John McEnroe | Ivan Lendl    | 7-6, 6-2       |  |
| 2  | 04-08-1986 | Volvo International, Stratton Mountain |           | 250 000 $ | Dur (ext.) | Ivan Lendl   | Boris Becker  | 6-4, 7-6       |  |
| 3  | 03-08-1987 | Volvo International, Stratton Mountain |           | 250 000 $ | Dur (ext.) | Ivan Lendl   | John McEnroe  | 6-7, 4-1, n.f. |  |
| 4  | 25-07-1988 | Volvo International, Stratton Mountain |           | 400 000 $ | Dur (ext.) | Andre Agassi | Paul Annacone | 6-2, 6-4       |  |
| 5  | 31-07-1989 | Volvo International, Stratton Mountain |           | 400 000 $ | Dur (ext.) | Brad Gilbert | Jim Pugh      | 7-5, 6-0       |  |

### Double
| No | Date       | Nom et lieu du tournoi                 | Catégorie | Dotation  | Surface    | Vainqueurs                         | Finalistes                         | Score            |  |
| -- | ---------- | -------------------------------------- | --------- | --------- | ---------- | ---------------------------------- | ---------------------------------- | ---------------- |  |
| 1  | 05-08-1985 | Volvo International, Stratton Mountain |           | 250 000 $ | Dur (ext.) | Scott Davis David Pate             | Ken Flach Robert Seguso            | 3-6, 7-6, 7-6    |  |
| 2  | 04-08-1986 | Volvo International, Stratton Mountain |           | 250 000 $ | Dur (ext.) | Peter Fleming John McEnroe         | Paul Annacone Christo van Rensburg | 6-3, 3-6, 6-3    |  |
| 3  | 03-08-1987 | Volvo International, Stratton Mountain |           | 250 000 $ | Dur (ext.) | Paul Annacone Christo van Rensburg | Ken Flach Robert Seguso            | Finale non jouée |  |
| 4  | 25-07-1988 | Volvo International, Stratton Mountain |           | 400 000 $ | Dur (ext.) | Jorge Lozano Todd Witsken          | Pieter Aldrich Danie Visser        | 6-3, 7-6         |  |
| 5  | 31-07-1989 | Volvo International, Stratton Mountain |           | 400 000 $ | Dur (ext.) | Mark Kratzmann Wally Masur         | Pieter Aldrich Danie Visser        | 6-3, 4-6, 7-6    |  |